# Búnquer

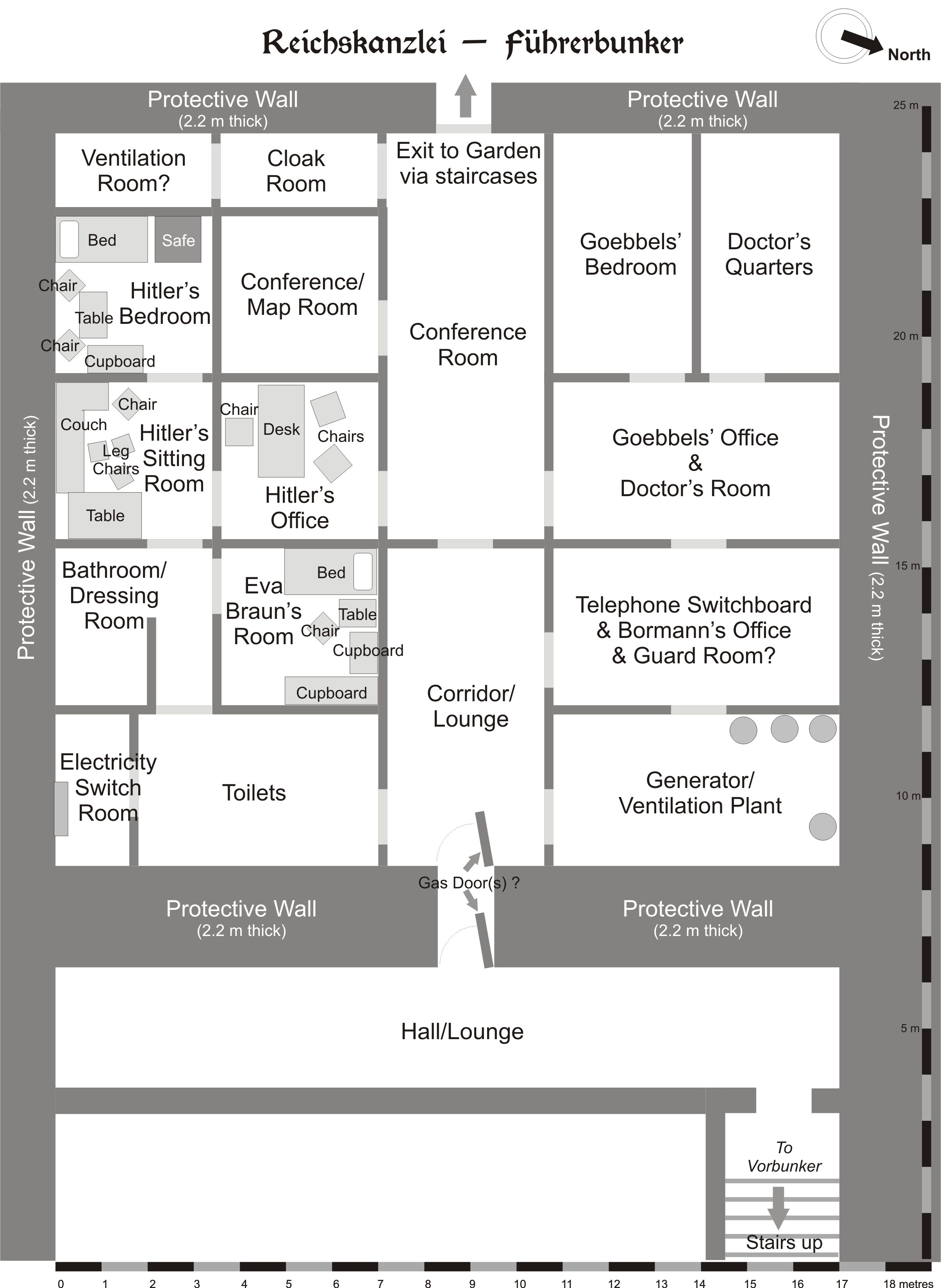
Plànol del búnquer d'Adolf Hitler a Berlín

Un búnquer és una obra d'enginyeria militar feta de formigó armat amb una funció defensiva. Abans de la utilització del formigó com a matèria principal, es parlava de casamates. N'hi ha de diversos tipus: construccions petites de les quals es podia protegir instal·lacions estratègiques com ports, cruïlles, estacions fins a llargues infraestructures quasi ciutats subterrànies que havien de protegir un estat major d'un país durant atacs de llarga durada. Un dels búnquers més famosos de la història de la Segona Guerra Mundial va ser el d'Adolf Hitler sota la Cancelleria a Berlín.
A Catalunya, destaquen els centenars de búnquers repartits entre 96 nuclis de resistència (agrupaments de búnquers) repartits pel Pirineu, del Cap de Creus a la Vall d'Aran, que entre 1944 i 1955 va construir l'exèrcit espanyol a fi de combatre una eventual invasió aliada o del maquis que pogués enderrocar la dictadura del General Franco. Recentment, s'ha condicionat Parc dels Búnquers de Montellà i Martinet.
L'expressió búnquer Barraqueta s'utilitza al País Valencià per a designar "els sectors considerats més integristes i, àdhuc, involucionistes de la societat valenciana".

## Galeria
Búnquers als Països Catalans

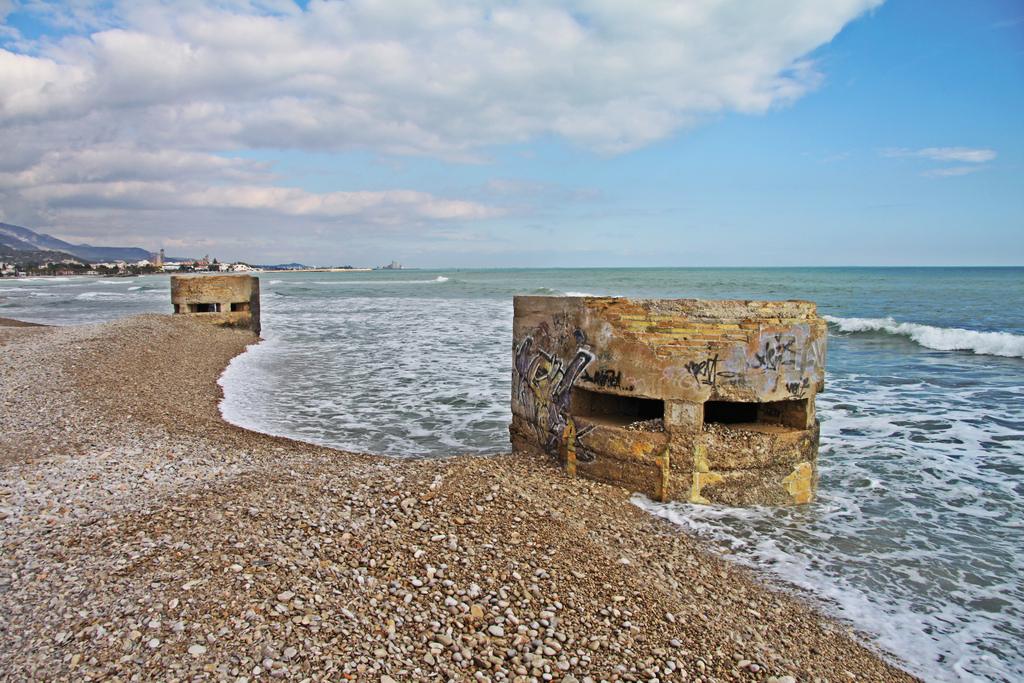
Búnquers de la guerra civil espanyola a la platja de l'Estanyet d'Alcanar (Montsià)
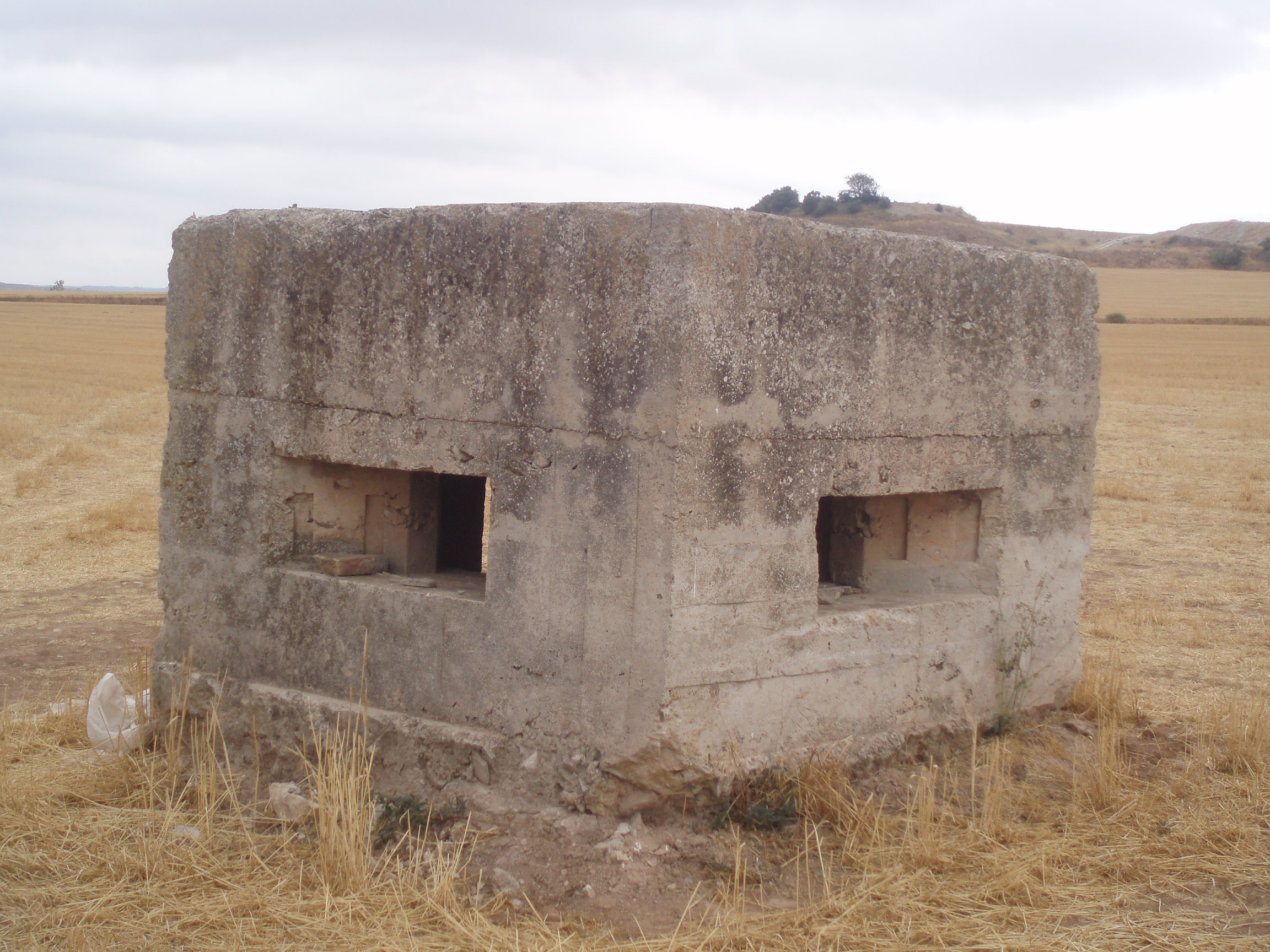
Niu de metralladores de la guerra civil a Bellpuig (Urgell)
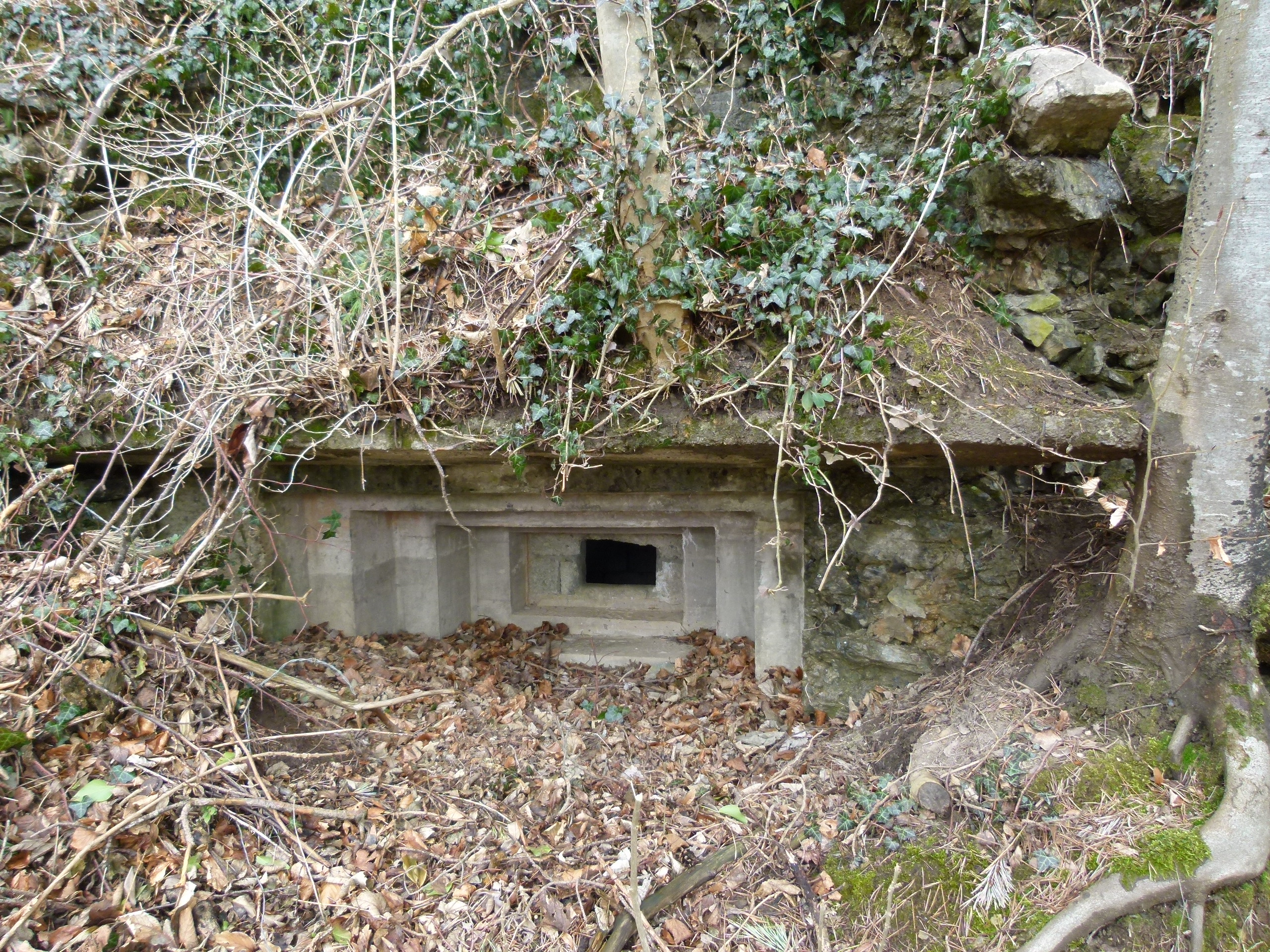
Niu de metralladores posterior a la guerra civil a Camprodon (Vall de Camprodon)
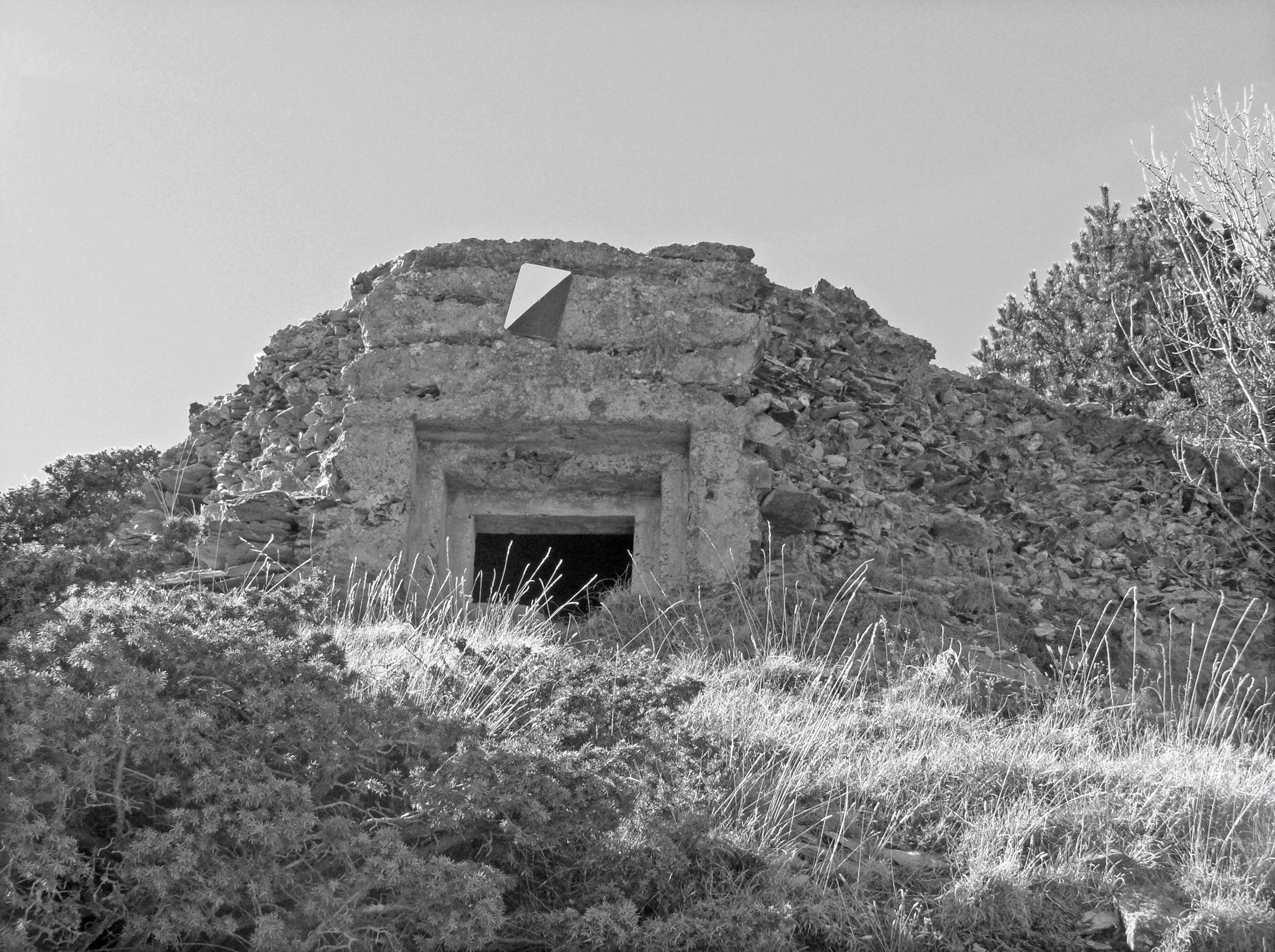
Búnquer al Parc dels Búnquers de Montellà i Martinet (la Cerdanya)
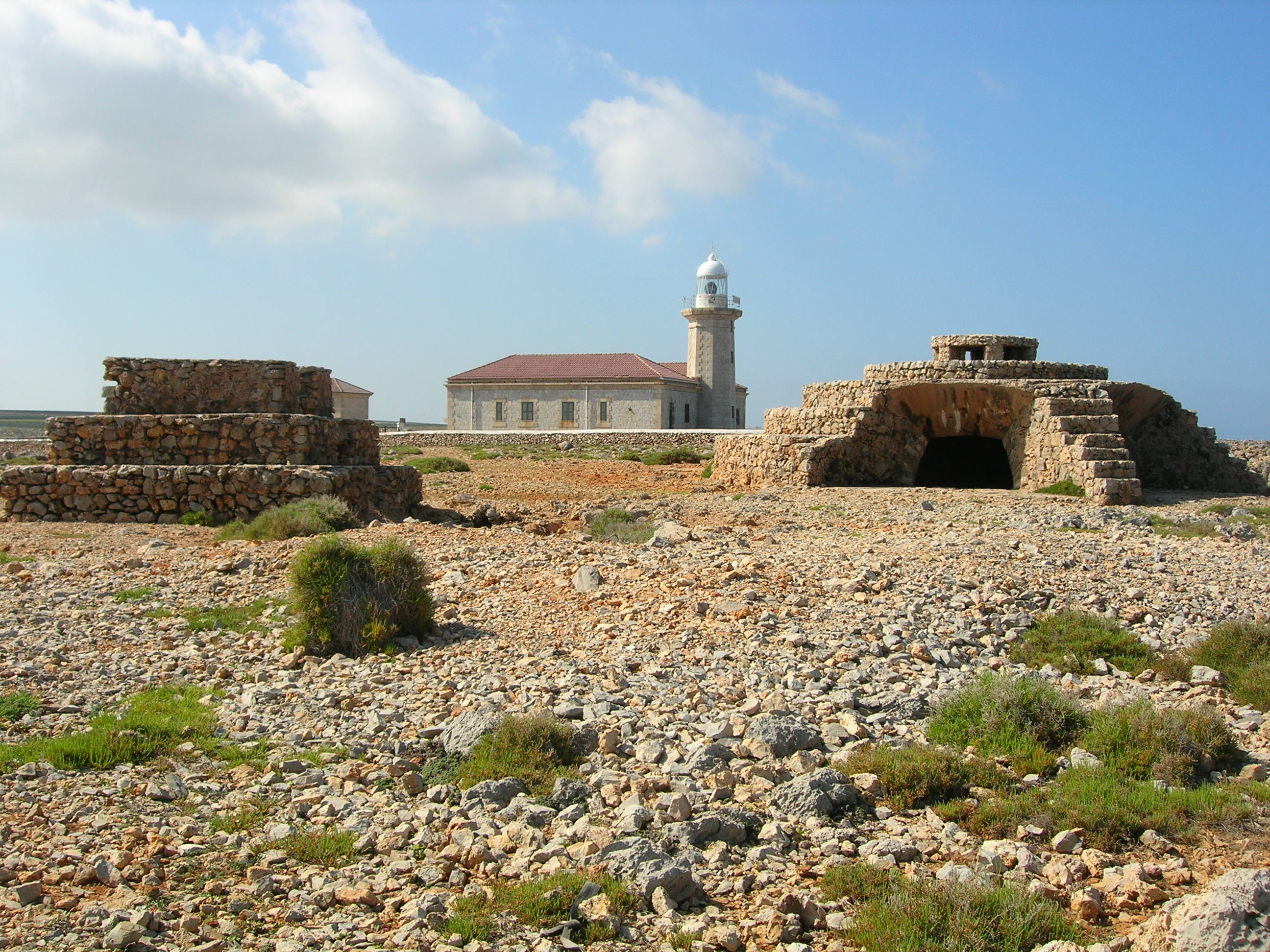
Búnquers vora el far de Punta Nati, a Ciutadella (Menorca)
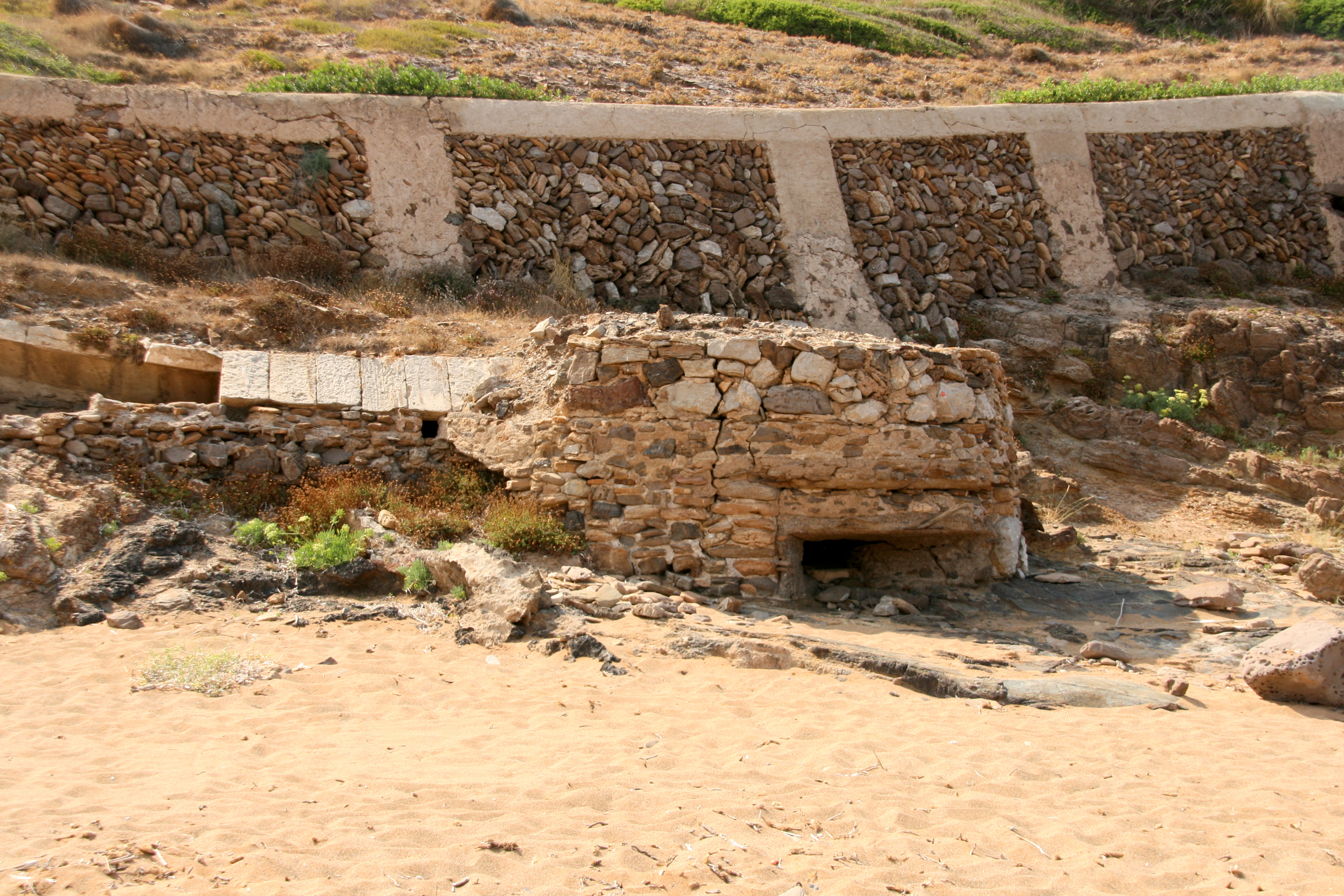
Búnquer a cala Mica (Menorca)
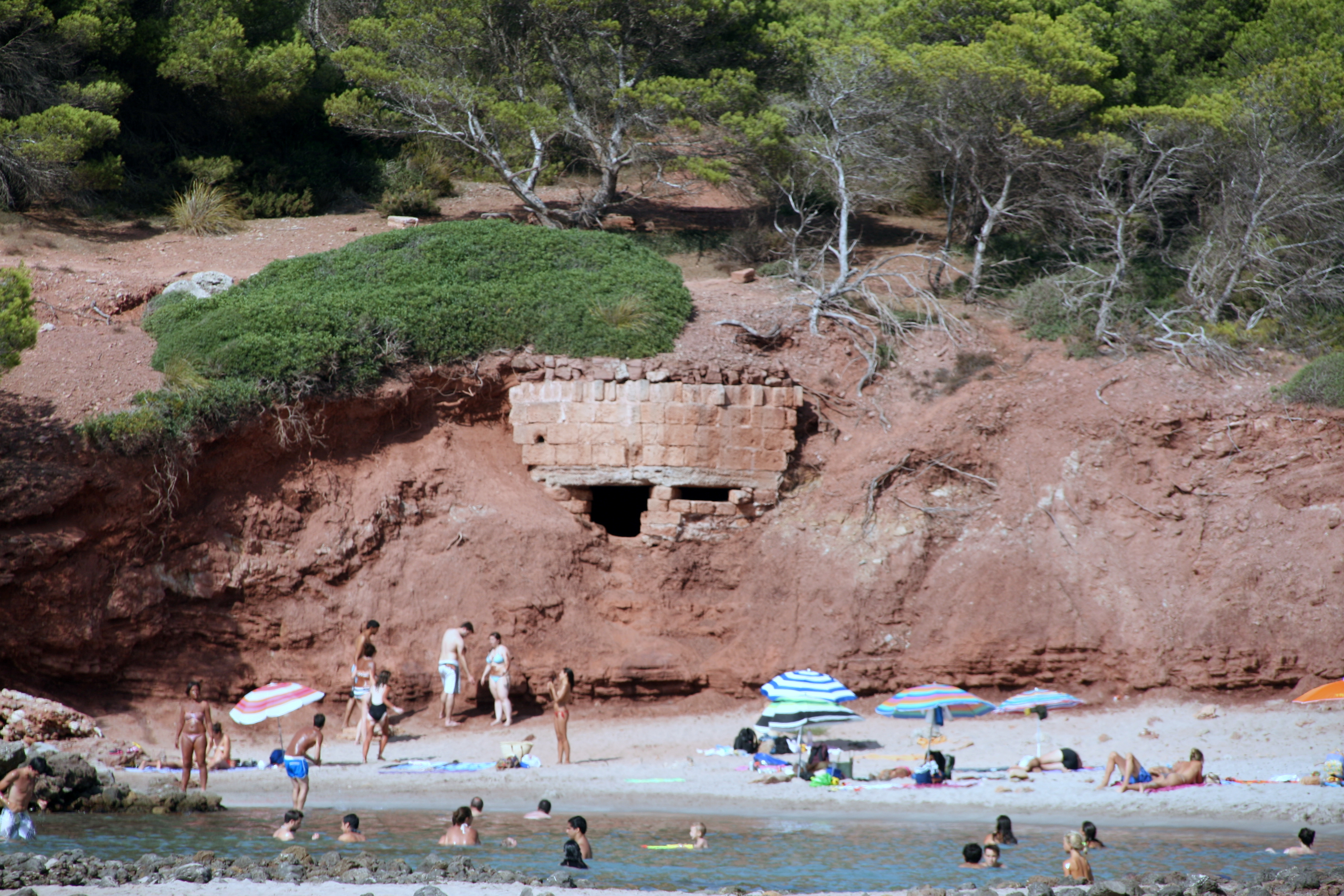
Búnquer a cala d'Algaiarens (Menorca)

Búnquers enjondre al món

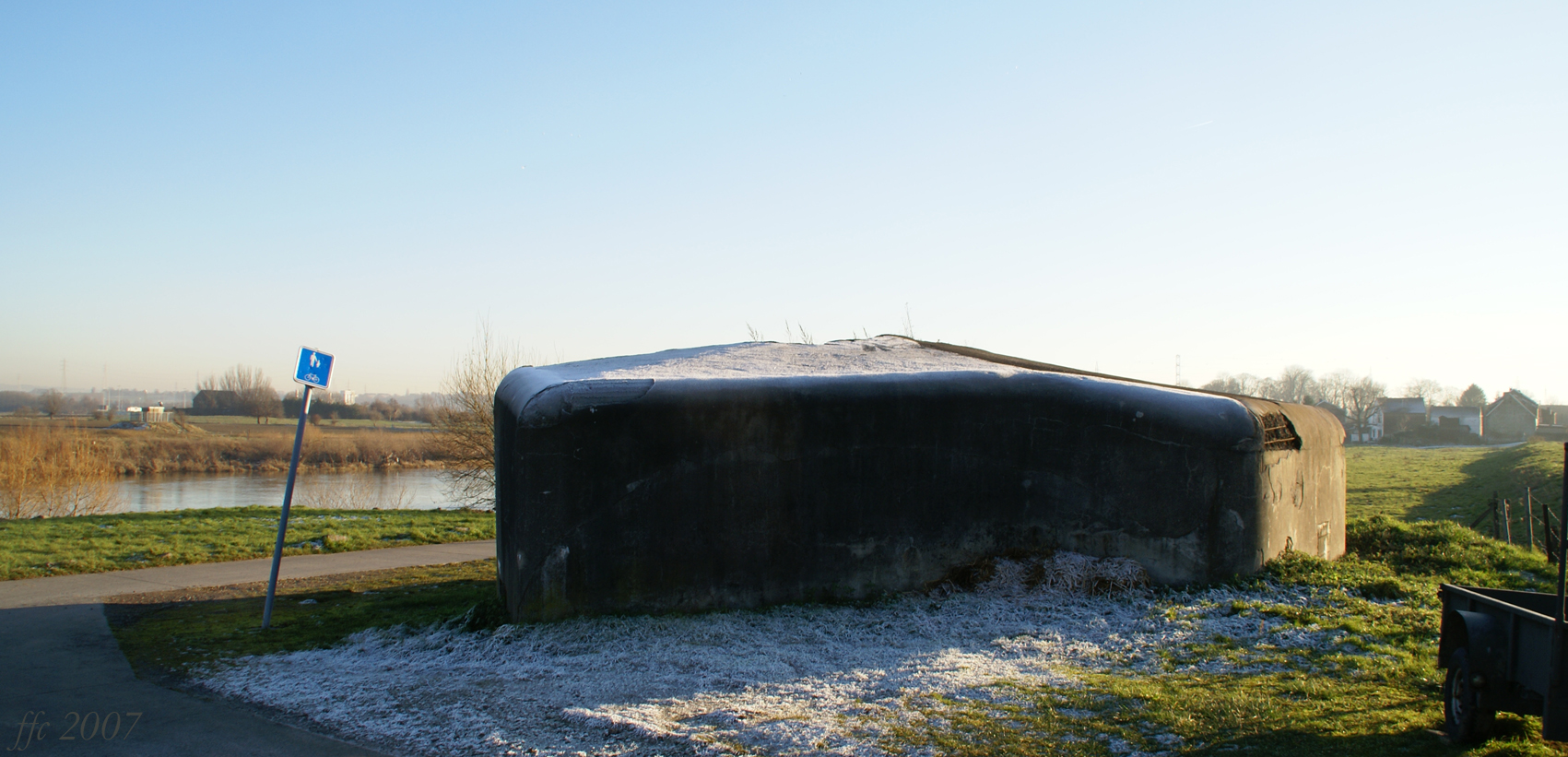
Búnquer de defensa del Mosa a Lixhe
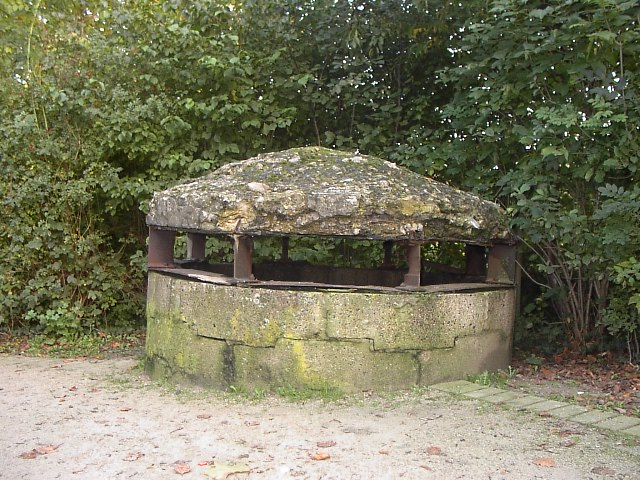
Búnquer britànic de la Primera Guerra Mundial a Ieper
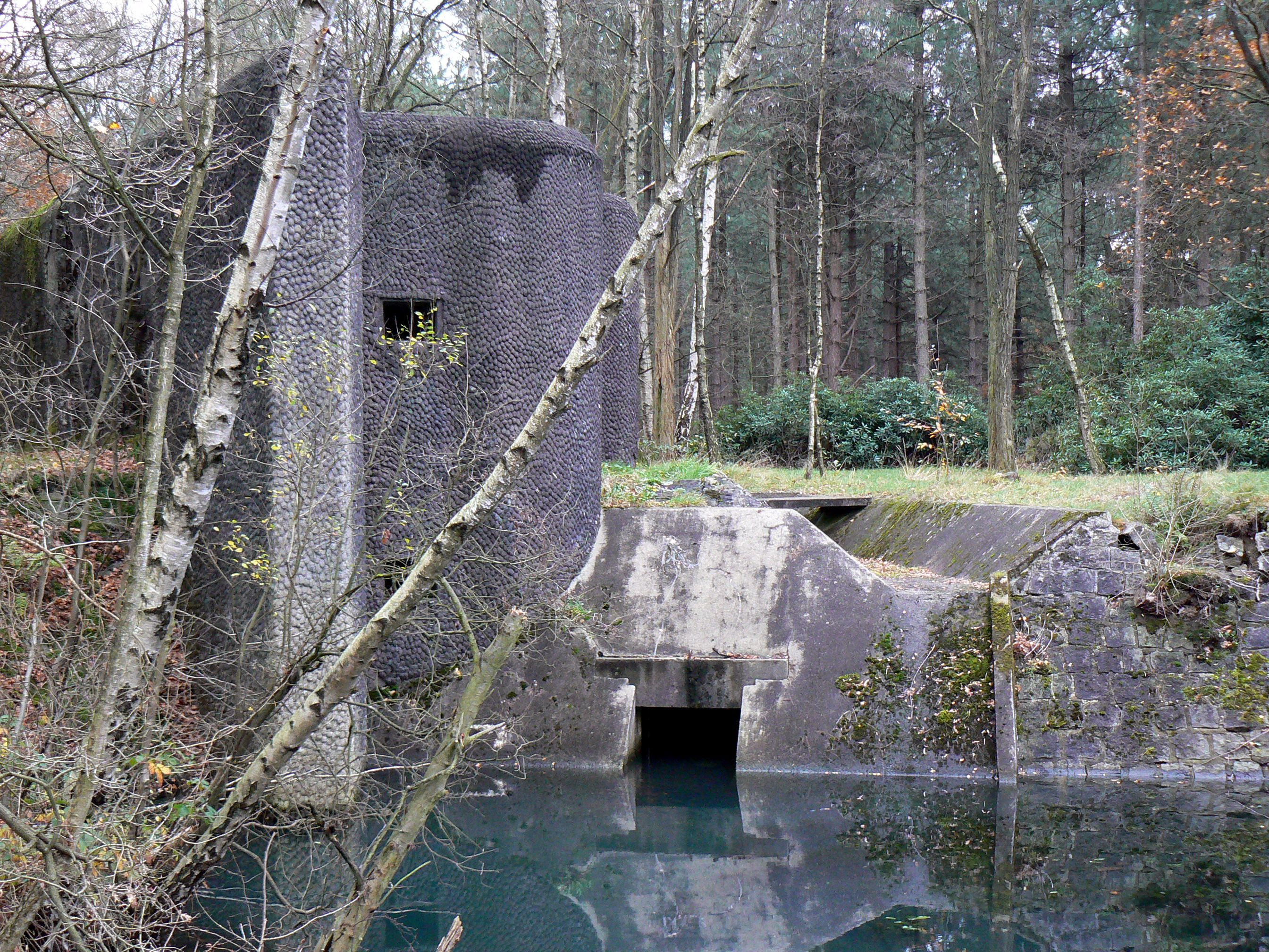
Búnquer a la resclosa de l'Antitankgracht a Kapellen a Bèlgica
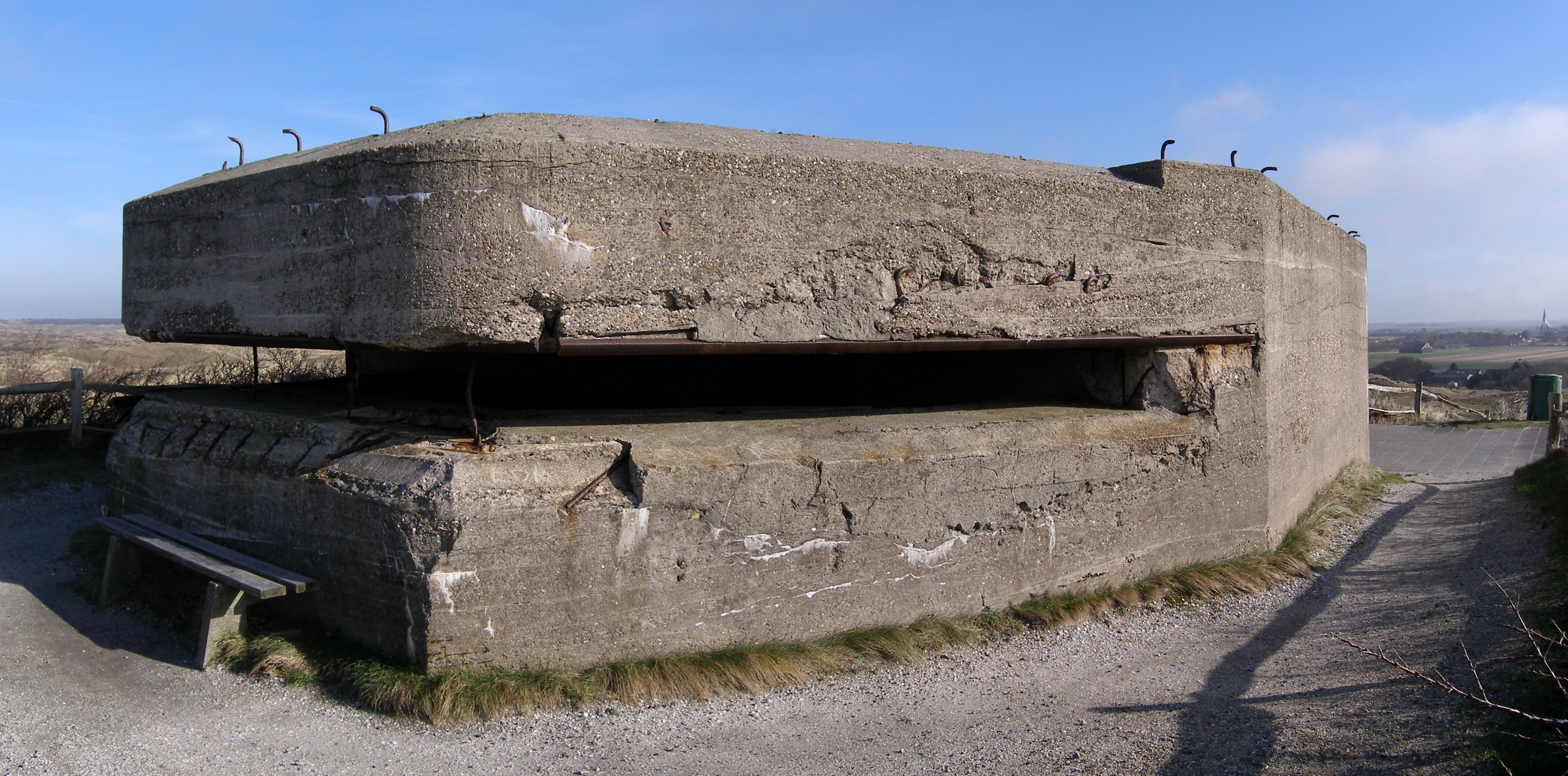
Búnquer a Loodmarsduin a prop de Den Hoorn als Països Baixos
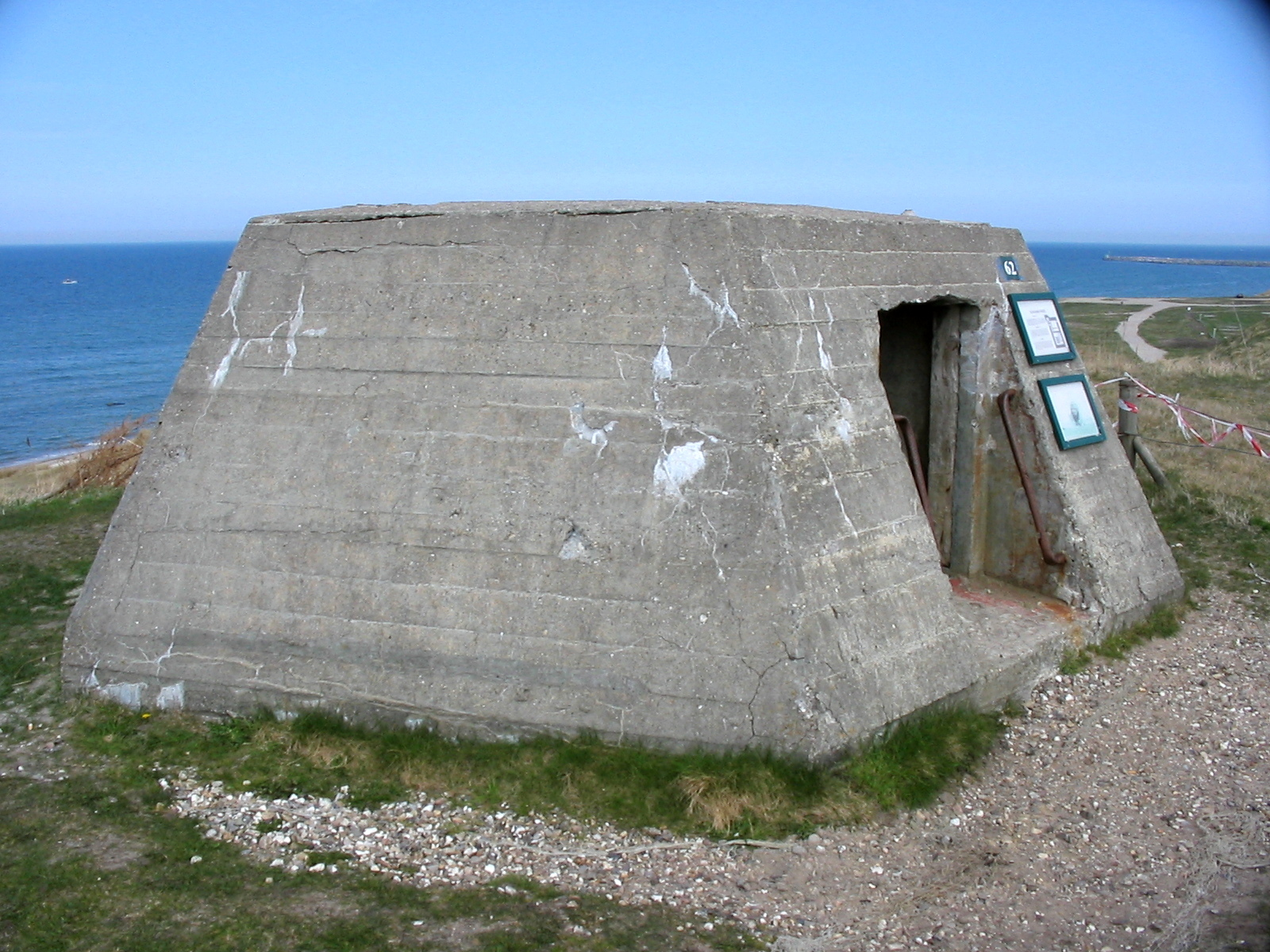
Búnquer a Hirtshals (Dinamarca)
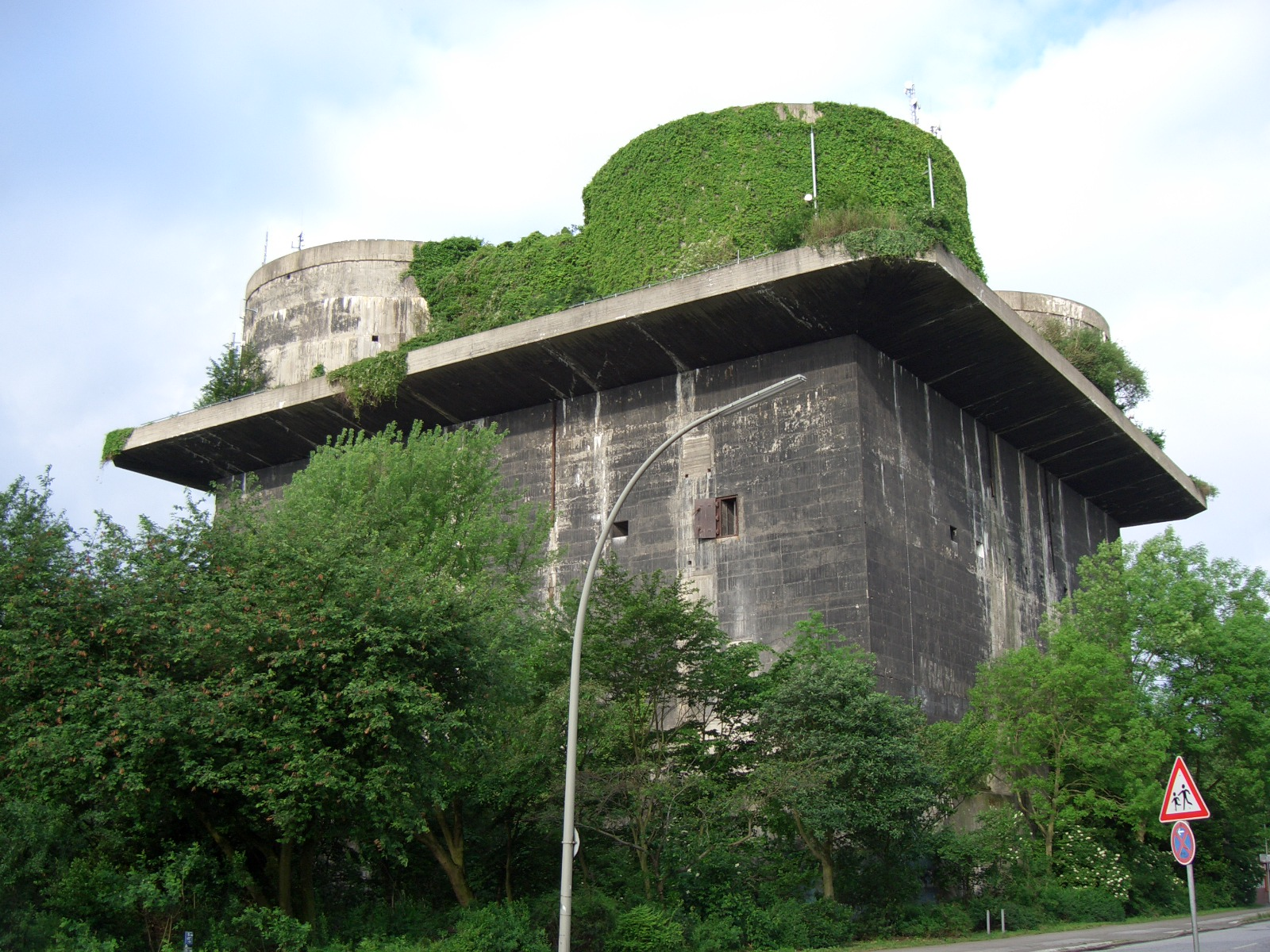
Torre Flak a Wilhelmsburg
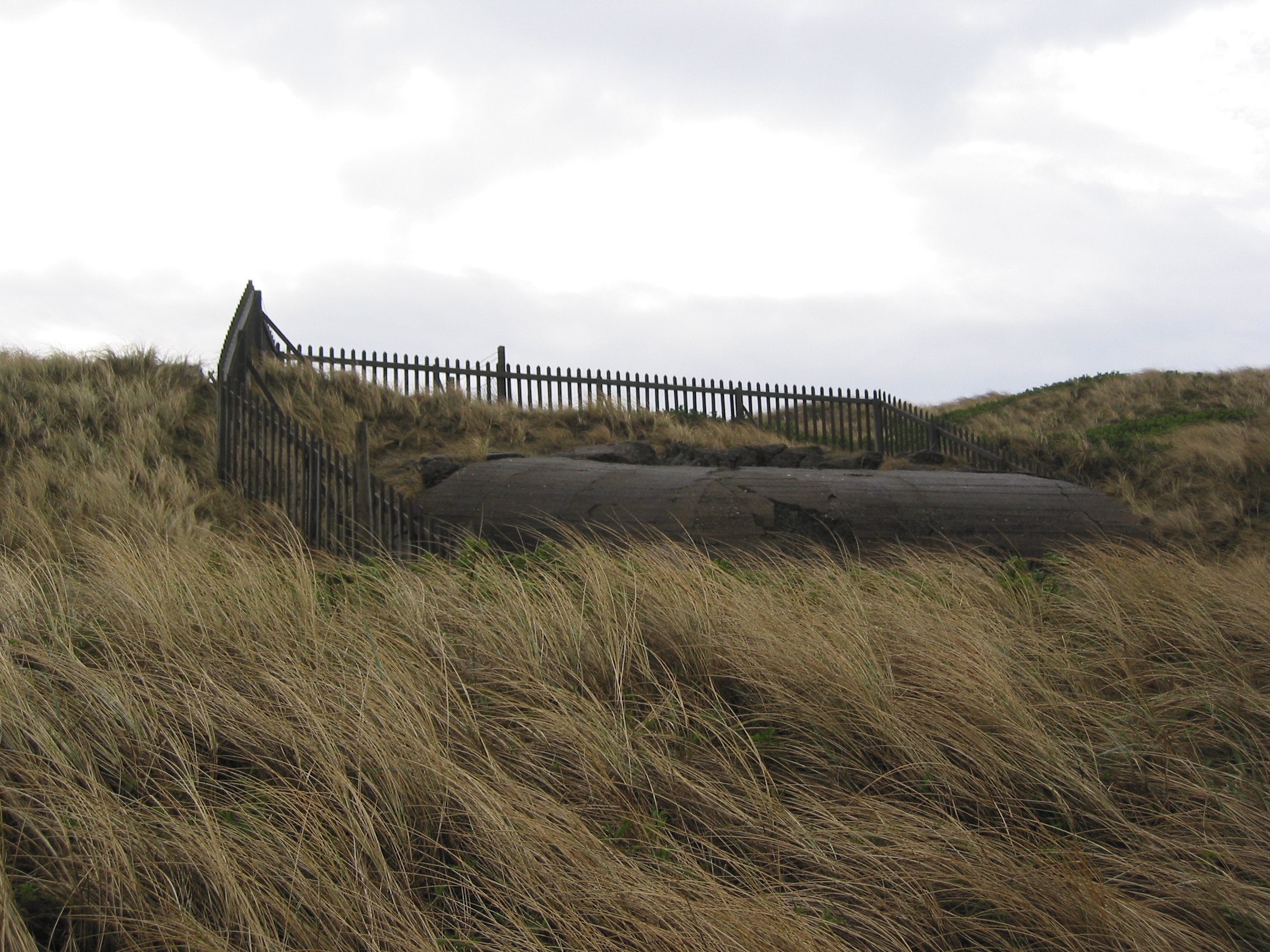
Búnquer a Sylt
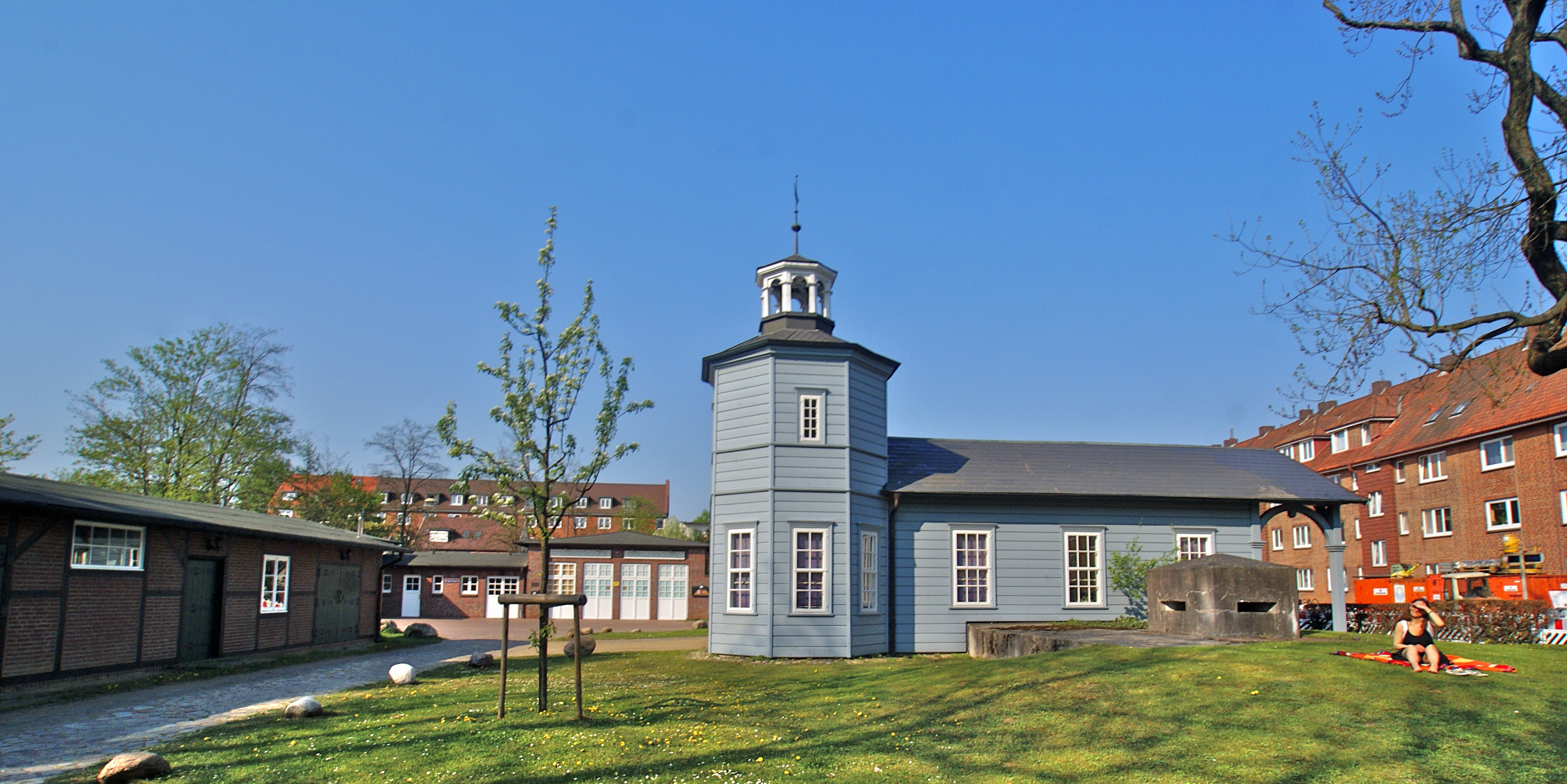
Búnquer davant de l'antiga estació de Bergedorf (Hamburg)
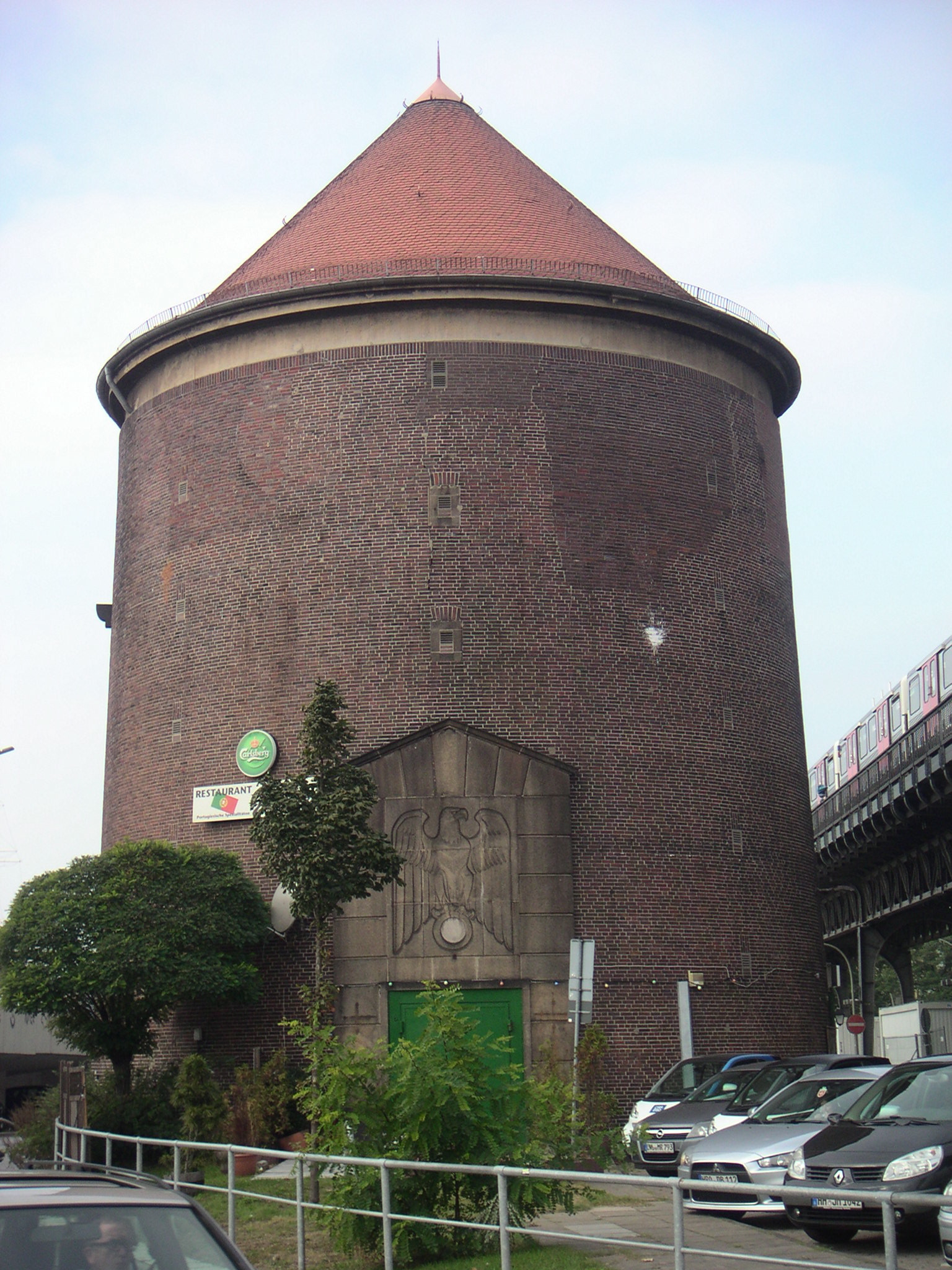
Búnquer tipus Zombeck a Hamburg
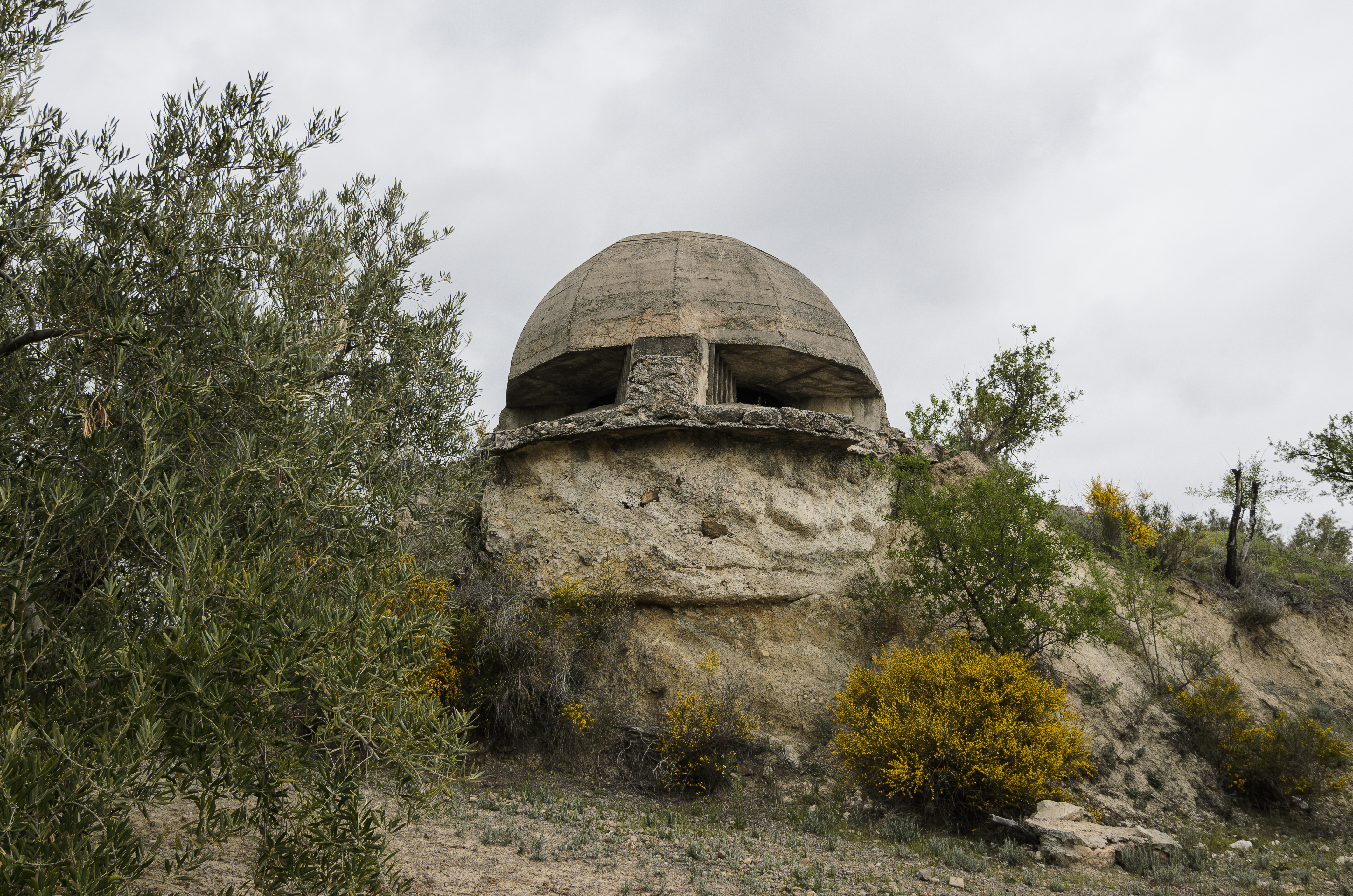
Búnquer a Luque, Espanya